# Dark Horse (пісня Кеті Перрі)
«Dark Horse»  (укр. Темна конячка) — пісня, записана американською співачкою Кеті Перрі для її четвертого студійного альбому Prism. Композиція написана за участю  Перрі, Сари Хадсон, Juicy J, Максом Мартіном, Circuit і Dr. Luke. Capitol Records випустили пісню 17 вересня 2013 як промо-сингл. Dark Horse мала широкий попит серед слухачів, тому було прийнято рішення випустити її 17 грудня 2013 року як третій повноцінний сингл.
Dark Horse поєднує в собі елементи хіп-хопу, грайма, трапа, Хайфи і поп-музики. У пісні розглядаються теми еротичного та сексуального змісту, що відрізняє її від попередніх робіт Перрі. У тому числі це виразилося в мінімалізмі продукції та вокалі Перрі, який став більш «спокусливим» і «зрілим». Juicy J виступив також у ролі запрошеного виконавця. За словами співачки пісня повинна була отримати «чарівне, темне» забарвлення в стилі «чорної магії». 
Одразу після офіційного виходу, Dark Horse отримала схвальні відгуки критиків, які хвалили експерименти з урбан музикою. Однак вони розділилися в думці щодо співпраці з Juicy J. Пісня мала оглушливий успіх після виходу. У світових музичних чартах пісня займала: 1 місце у Billboard Hot 100, 1 місце у Canadian Hot 100 і 2 місце у національному чарті Нової Зеландії. Пісня стала тринадцятим хітом Перрі, який потрапив у найкращу десятку чарту Billboard Hot 100 і 10-м лідером чарту Hot Digital Songs. Виконавиця вперше виступила з піснею на iHeartRadio Music Festival 20 вересня 2013. Музичне відео було випущено 21 лютого 2014 року.